# 匈牙利
匈牙利（匈牙利語：Magyarország，發音：[ˈmɒɟɒrorsaːɡ] ⓘ）是位於歐洲的内陆国家。根據地理分區的不同定義，匈牙利被認為處在中歐和東歐。北鄰斯洛伐克，東北鄰烏克蘭，東和東南鄰羅馬尼亞，南鄰塞爾維亞，西南鄰克羅地亞，西鄰斯洛文尼亞，西北鄰奧地利。官方語言為馬札爾語，為歐洲最廣泛使用的非印歐語系語言。為歐盟中型面積成員國之一。首都和最大城市為布达佩斯，其餘的大城市分別有德布勒森、塞格德、米什科爾茨、佩奇、杰尔。
今匈牙利國土在過去千年間曾被多個民族統治，包括達契亞人、凱爾特人、羅馬人、日耳曼人、匈人、西斯拉夫人和阿瓦爾人等。9世紀後期，馬扎爾人在阿爾帕德大公的帶領下征服了喀爾巴阡盆地，其曾孫伊什特万一世在1000年登基為王，並立基督教為國教。12世紀，匈牙利成為歐洲的地區強權之一。15世紀，其文化和政治達至高峰。1526年第一次摩哈赤戰役後匈牙利被鄂圖曼帝國局部控制（1541-1699）。18世紀開始被哈布斯堡君主國統治。19世紀與奧地利合組奧匈帝國，並成為歐洲的強權之一。
第一次世界大戰後，奧匈帝國瓦解，在簽下特里亞農條約後匈牙利失去了71%的領土和58%的人口，以及32%的馬扎爾人。在其後的動盪期，匈牙利加入了軸心國並參與第二次世界大戰，並且傷亡慘重。二戰後匈牙利成為蘇聯的衛星國直至1989年。在1956年匈牙利革命失敗後，格罗·埃诺下台，改由卡達爾·亞諾什出任匈牙利社会主义工人党第一書記，匈牙利改行古拉什共产主义。1989年，匈牙利與奧地利互相開放邊界加速了東方集團和蘇聯的瓦解。1989年10月23日，匈牙利成為多黨議會制民主國家，但欧洲议会于2022年9月15日投票通过议案，表示匈牙利自2018年以来不再是一个完全民主的国家，并将奧班·維克多治下的匈牙利政府列为混合型选举式威权政府。

## 國名

### 字源
一般人直覺上都會覺得匈牙利之所以會稱為匈牙利（拉丁語：Hungaria）是由於匈人曾定居當地有關，但從語源學來看，Hungaria這個字其實是希臘語Oungroi（Οὔγγροι）的拉丁化借詞，而希臘語Oungroi（Οὔγγροι）又是古教會斯拉夫語ągrinŭ的希臘化借詞，而古教會斯拉夫語ągrinŭ本身卻又是烏古爾語Onogur的斯拉夫化借詞。在烏古爾語中，Onogur是十個最後加入保加爾聯盟並在阿瓦爾人沒落後統治了今匈牙利東部的部落的總稱，並非指單一的民族或部落。
匈牙利的地名在該國主體民族馬扎爾人的母語馬扎爾語中是Magyarország，意思是「馬扎爾人的國家」。在土耳其語和波斯語中都是以「馬扎爾」稱呼該國，只是會在字尾加上自己語言的後綴詞。而「馬扎爾」（Magyar）這個字則是取自7個半游牧民族組成的部落聯盟的盟主Magyeri。Magyeri的前半部份Magy很可能來自古烏戈爾語中的Mäńć，意思是「人」，這個字同樣也在曼西人的族名中找到（Mäńćī、Mańśi、Måńś）。後半部份的Eri是指「男子」、「血統」，這個字在馬扎爾語後來變成了Férj，是「丈夫」的意思。與這個字同源的還有曼西語的Erge（兒子）和古芬蘭語Yrkä（年輕男子）。
在九世紀時，馬扎爾人和一些突厥部落，在黑海北岸結成了一個名為On-Ogur （突厥語“十箭”——7個馬札兒與3個可薩部落） 的部落聯盟，這個名字被鄰近的斯拉夫人訥讀為Vengr，而其諧音即是今世盡人皆知的Hungary（匈牙利）。

### 漢字文化圈
日韓兩國語言與中文相異，將匈牙利國名譯作「洪牙利」，簡稱「洪」。日語另有假名詞（與「洪牙利」發音相同）。至今日，漢字寫法已少見，於日本，假名詞成爲主流，韓國則改採音譯。

## 历史

### 895年之前
西元前9年，羅馬人征服了當地的原住民達契亞人並建立了潘諾尼亞行省。395年，羅馬帝國分裂後，各民族陸續地遷移至此。5世紀中，匈人在阿提拉（434-453）的領導下建立了匈帝國。453年阿提拉死後，匈帝國滅亡，多個日耳曼部落如格皮德人、歌德人、汪達爾人、倫巴底人先後接管此處近百年。匈人的前附庸格皮德人先在此建立了格皮德王國，其後各個斯拉夫部落亦開始進駐當地。560年阿瓦爾人建立了阿瓦爾汗國並在這地區實行霸權統治達200年之久。790年，阿瓦爾汗國被法蘭克王國的查理大帝所滅。9世紀中，附庸於法蘭克人的西斯拉夫人在多瑙河西岸建立了巴拉頓公國，而保加利亞第一帝國則征服了多瑙河東岸並接管了當地的斯拉夫部落和殘餘的阿瓦爾人。

### 中世紀（895年至1526年）
匈牙利國家的形成起源於9世紀時，东方遊牧民族马扎尔人從烏拉山西麓和伏爾加河一帶、今巴什基尔，向西遷徙，於896年在多瑙河盆地定居。马扎尔人的到來結束了此一地區的紛爭。傳統上，马扎尔人國家被認為由阿爾帕德大公建立，他於9世紀末期帶領馬扎爾人來到潘諾尼亞平原。
1000年，匈牙利大公伊什特万一世在匈牙利推行並以基督教为国教，並且獲得教宗加冕成為首任匈牙利国王，建立匈牙利王国。其早期歷史同波蘭和波希米亞密切相關，同時受到教宗和神聖羅馬帝國皇帝的影響。
1241年至1242年，拔都西征的攻擊下，匈牙利曾經遭到严重破坏。後來，匈牙利逐漸成長為中歐中一個強大獨立的王國，既有鮮明的文化特色，又同西歐其它文明聯繫密切。匈雅提·马加什於1458年至1490年統治匈牙利。他進一步地加強了匈牙利國力和政府的權威。在他的統治下，匈牙利（特別是北部，今斯洛伐克一部分地區）成為文藝復興時期，歐洲的一個藝術文化中心。

### 奧地利帝國－奧匈帝國：1526－1918

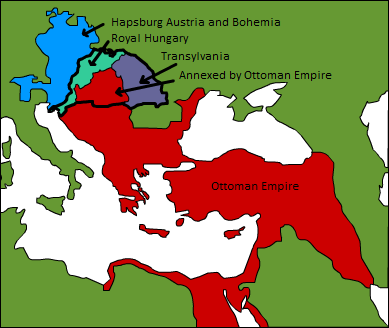
1526年後匈牙利領土的瓜分
皇家匈牙利
特兰西瓦尼亚
鄂圖曼帝国
哈布斯堡奧地利

1526年，鄂圖曼帝国入侵，封建國家解體，分裂成三個部分，匈牙利王國僅存的部份成為奧地利哈布斯堡王朝的皇家領地（哈布斯堡匈牙利王國）。匈牙利文化也影響了周邊國家，例如波蘭立陶宛聯邦。
波蘭、波希米亞和匈牙利曾經組成過維謝格拉德集團同盟（1991年，結束共產黨統治的波蘭、匈牙利、捷克和斯洛伐克結成同盟，沿用維謝格拉德集團此名義）。
1699年大土耳其戰爭後，奧地利哈布斯堡王朝打敗鄂圖曼帝國，把三分的匈牙利給統一起來，併入奧地利帝國作為皇冠領地統治。

1914年的奧匈帝國地圖，綠色部分即是聖史蒂芬王冠領（匈牙利）和匈牙利境內的自治王國克羅埃西亞-斯拉沃尼亞王國，紫藍色為奧地利及匈牙利共同管理的波士尼亞

1848年，爆發了科苏特·拉约什領導的自由革命鬥爭。1849年4月，匈牙利國會通過獨立宣言，建立匈牙利共和國，惟不久被奧地利和俄罗斯帝国所扼殺。
1867年，通過1867奧匈折衷方案，哈布斯堡匈牙利王國與原奧地利帝國重組為奧匈帝國，奧地利皇帝弗朗茨·約瑟夫一世兼任匈牙利國王（和兼任帝國內所有的構成國國王/大公）。匈牙利作為外萊塔尼亞（奧地利為內萊塔尼亞）在帝國的地位大為提高，匈牙利政府能與奧地利方面一起左右國家及歐洲大事，且擁有克羅埃西亞-斯拉沃尼亞王國為境內自治王國。

### 兩次大戰期間：1918－1944
第一次世界大戰後，奧匈帝國解體而匈牙利獨立，匈牙利第一共和國建立。
1919年3月21日，政府拒絕接受協約國所發出的最後通牒，導致共產黨領導的政府上台推翻了第一共和國並宣布匈牙利蘇維埃共和國建立，並實行無產階級專政；該政權僅維持四個月並採取嚴厲的干預措施來實現經濟國有化、沒收銀行存款、強徵糧食、打擊教會，數百名有產者被任意逮捕，其中有人付了巨額贖金後得以釋放卻也有人被槍決，匈牙利日益陷入無政府狀態，又遭羅馬尼亞王國、捷克斯洛伐克和南斯拉夫王國的軍隊多面夾擊；8月，共產黨政權陷入絕境而中產階級、農民甚至工人階級都轉而反對之，由於領導階層的共產黨人民委員都是猶太人而引發反猶情緒，時值蘇俄內戰而無力對其提供軍事援助，最後導致該屆政府辭職；加上羅馬尼亞軍隊已經攻佔了首都布達佩斯，共產政權崩潰，右翼民族主義保守勢力重新控制匈牙利，停止土改讓莊園主保住財產和權力，軍方、官僚和富農都對共產政權深惡痛絕而歡迎專制主義。同年11月羅馬尼亞軍隊撤離，前奧匈海軍將軍霍爾西為首的軍隊進入了空虛的布達佩斯獲得了政權，恢復了君主立憲制度的匈牙利王國，霍爾西拒絕了前奧匈帝國奧皇兼匈牙利國王卡爾一世兼四世的重登王位請求，並以攝政名義實行獨裁統治至自己被納粹德國推翻。
在攝政王霍爾蒂統治之下，為了報復共產政權的紅色恐怖而發動範圍更大的白色恐怖，軍隊的右翼軍官校分隊針對共產黨人、社會黨人與猶太人發動一系列暴行，據統計約五千人被打死、數千人遭監禁。，霍爾蒂放任暴行是為了穩定局勢，他隨後在政府內部清洗白色恐怖的參與者和支持者，並重用反對白色恐怖的自由派，隨後展開民主化運動，但貝特倫首相任內再度限制權力，經濟大蕭條期間，卡羅伊再度戒嚴並展開抓捕，總計有2人遭處決，同時對極右組織如箭十字黨進行打壓。
1920年，戰敗國匈牙利與協約國簽定《特里阿農條約》，喪失了72%的領土和64%的人口。1938年第一次維也納仲裁，在納粹德國和意大利王國的幫助下匈牙利獲得斯洛伐克部份領土，於1940年8月第二次維也納仲裁裁决，獲得羅馬尼亞的北特蘭西瓦尼亞。
1940年，霍爾蒂政府加入德意志軸心國，成為德国、意大利和日本的盟友，在1941年4月南斯拉夫戰役中分得了大片领土，6月匈牙利跟德國对苏联宣战，並參與蘇德戰爭各埸戰役，但在斯大林格勒戰役，匈牙利軍隊損失慘重。日本偷襲珍珠港後6天，12月12日匈牙利跟德國和意大利对美國宣战。
1944年，苏联反攻德國，攻勢開始進入匈牙利的北特蘭西瓦尼亞，3月德國在得知霍爾蒂要退出軸心國和蘇軍談判時出兵佔領了匈牙利，10月霍爾蒂在布達佩斯皇宮被德軍拘捕，親德的箭十字黨獲得匈牙利政權，匈牙利正式變為德國的傀儡。但苏联在布達佩斯戰役打败德軍後完全佔領匈牙利。

### 社会主义時期：1944－1990
1944年，蘇聯佔領匈牙利。1946年2月1日，宣佈廢除君主制，成立匈牙利共和國。1949年，通過憲法，改名匈牙利人民共和國。1949年8月20日，宣佈成立匈牙利人民共和國。
1956年10月，爆發匈牙利革命，后被苏联镇压。

### 后冷战時期：1990－2010
1989年2月1日，匈牙利与韩国建交，这是东欧集团中第一个与韩国建交的国家，随后社会主义国家陆续跟进，纷纷与韩国建交。同年10月23日，恰逢匈牙利十月事件33周年，改国名为“匈牙利共和國”，并放弃社会主义制度，取消一党制，在原有憲法基礎上大幅修改憲法，以符合多党民主原則。1990年，反對黨民主論壇勝出實行多黨制的第一次议会選舉，首次出現政黨輪替。1994年，由原匈牙利社会主义工人党改組的匈牙利社會黨獲得絕對多數地位，重新執政。
1998年，右翼的青年民主主義者聯盟－匈牙利公民聯盟的奧班·維克多勝出選舉，領導右翼聯合政府並首次担任新政府总理。2002年奧班連任失敗，左翼的匈牙利社會黨、自由民主聯盟和民主論壇以微弱優勢勝出，重新執政。
1999年，匈牙利加入北約。2004年，匈牙利加入歐盟，於2007年12月21日成為申根公約會員國。
2006年4月9日，议会選舉第一輪投票舉行，左翼的社會黨、自由民主聯盟和民主論壇以微弱優勢勝出。4月23日，议会選舉第二輪投票進行。社會黨共贏得國會386個席位中的186席，青民盟獲得164席，自民盟獲得18席，民主論壇獲得11席，其餘7席由聯合候選人和獨立候選人獲得。6月9日，以久爾恰尼·費倫茨為總理的新政府宣誓就職，由社會黨和自民盟聯合執政，成功連任。2008年自民盟退出聯合政府，社會黨組建少數政府。社會黨政府爆出嚴重醜聞，加上金融海嘯導致出現經濟危機，導致支持率大幅下降。

### 欧尔班时期：2010至今

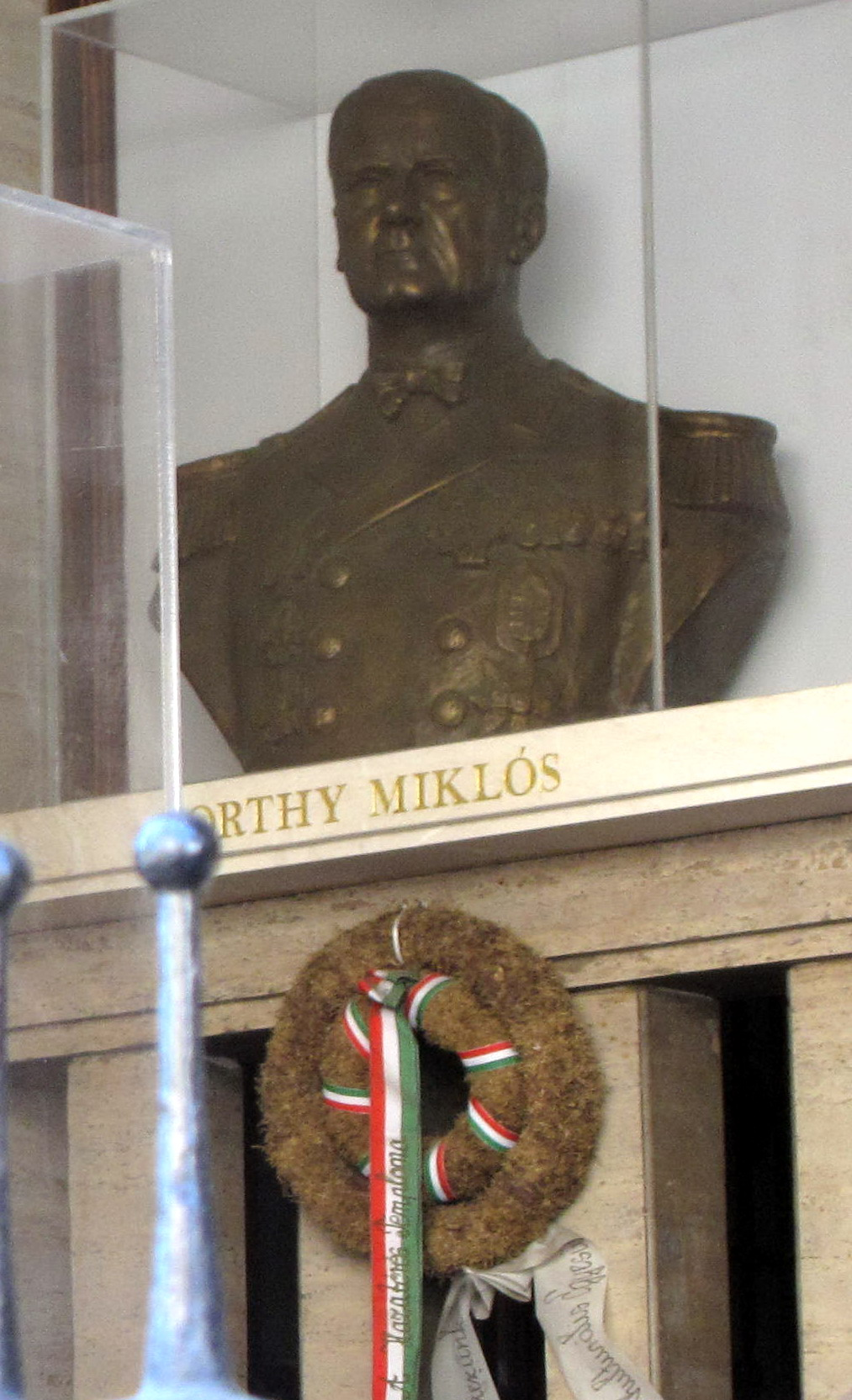
2013年，匈牙利独裁者、摄政霍尔蒂·米克洛什的半身像在布达佩斯的一个加尔文派教堂揭幕，遭到匈牙利国内外广泛批评

2010年，匈牙利議會選舉，社會黨大敗，得票率滑落至19.3%，在野右翼民粹主义政党青年民主主義者聯盟－匈牙利公民聯盟取得三分之二的絕對多數，可以擁有直接修改憲法的權力。极右翼政黨尤比克争取更好的匈牙利运动首次进入议会，得票率達16.7%。5月14日，匈牙利总统绍约姆·拉斯洛提名青民盟主席奧班·維克多担任新政府总理。5月29日，匈牙利议会以261票赞成、107票反对的投票结果，选举奧班为新政府总理，386名议员中有18名议员没有参加投票，随后奧班政府宣誓就职。
欧尔班第二次执政后，匈牙利开始放弃传统的民主方式，建立起事实上的一党制。欧尔班政府控制了匈牙利的一些民主机构，包括新闻媒体和法院。欧尔班政府已经通过法律程序建立起独裁统治。
2011年4月18日，匈牙利议会以262票赞成、44票反对的投票结果，通过名为《基本法》的新宪法，取代1949年的舊憲法，于2012年1月1日起生效，改国名為“匈牙利”（原为“匈牙利共和国”）。同年更改選舉制度，由兩輪投票制改為單一選區兩票制並立制，议会議席減半，由386席減至199席，106席由單一選區產生，93席由比例代表制產生，比例代表制部分需要有5%的得票率才能進入議會。
2014年4月6日，匈牙利舉行第七次议会選舉，在新的選舉制度下，青民盟再次赢得选举，取得三分之二的絕對多數（133席），奧班第三次出任總理。
2018年3月，德国贝塔斯曼基金会发表报告，称匈牙利接近于独裁的门槛。
2018年4月9日，匈牙利舉行第八次议会選舉，青民盟再次取胜，取得三分之二的絕對多數（134席），奧班第四次出任總理。
2022年4月3日，匈牙利舉行第九次议会選舉，青民盟再获1席，奧班第五次出任總理。

## 政治

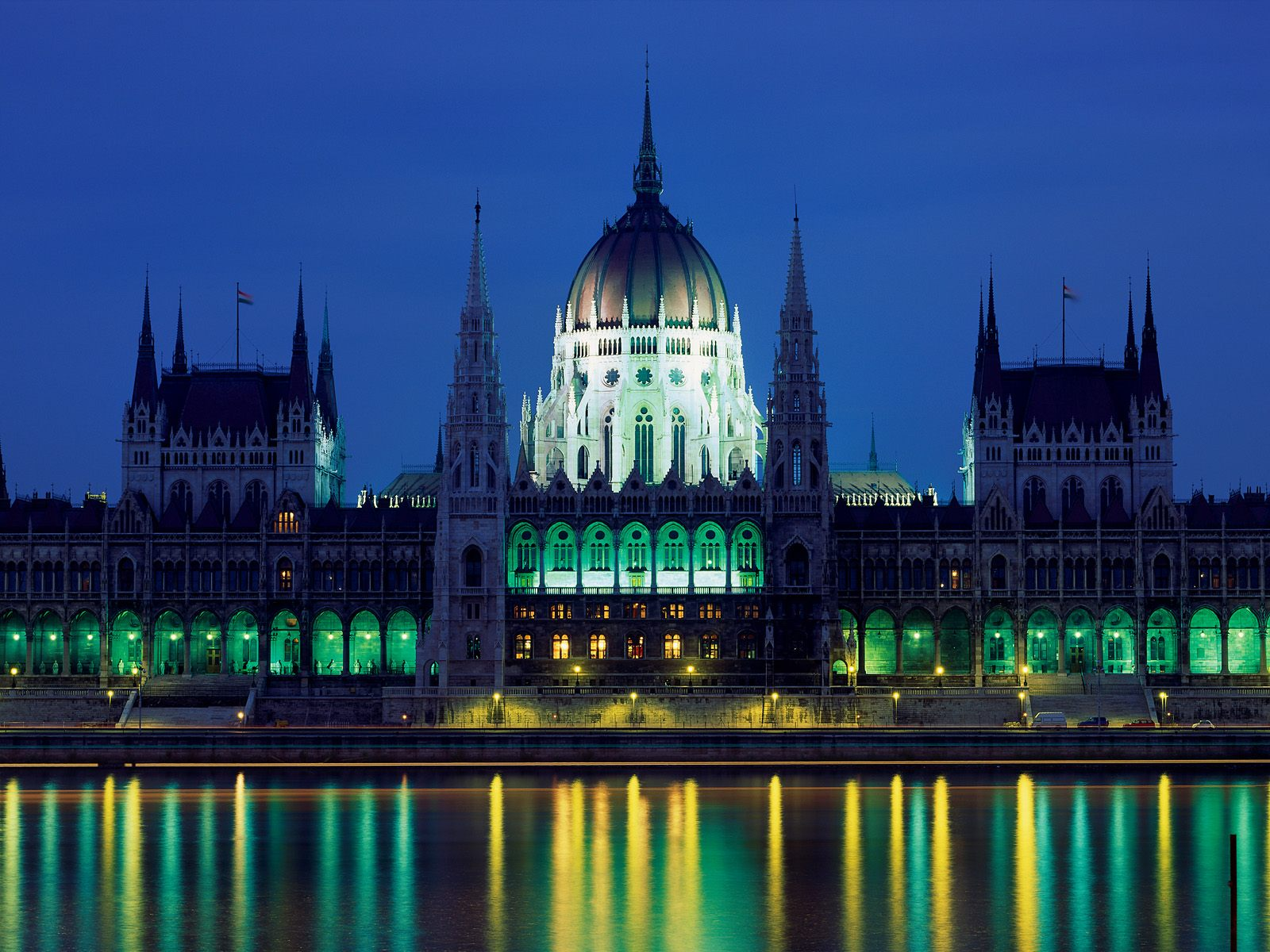
位于布达佩斯的国会大厦

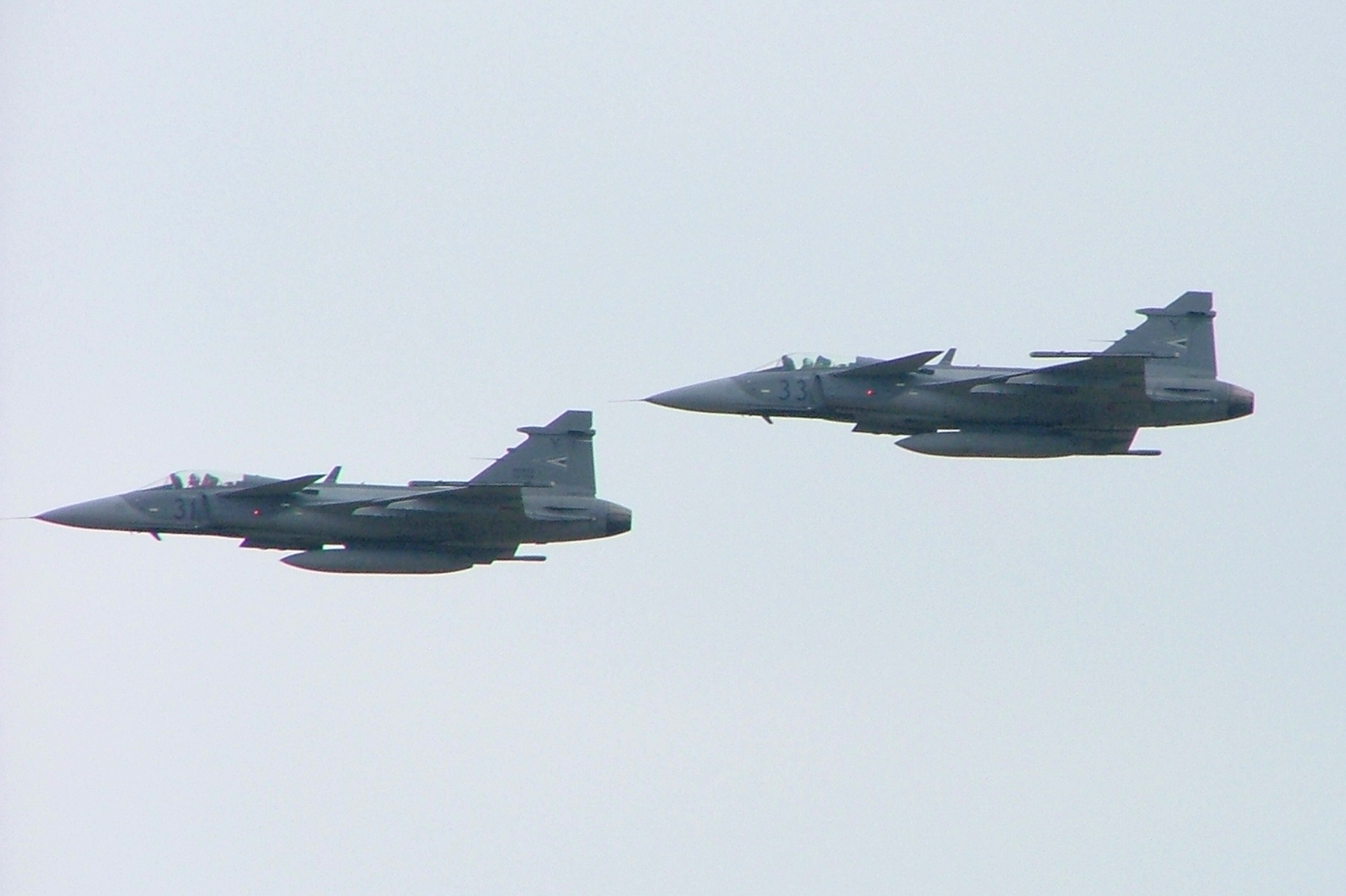
外購的JAS39戰機

匈牙利实行多党议会制。總統由議會選舉產生，每5年选举一次，基本是禮儀性職位（虛位元首），但亦有權指定總理。
總理为政府首脑，领导匈牙利政府，由国会最大党的领袖出任，负责任命內閣部長並有權解僱部長。部長候選人必須經過一個或者多個議會委員會的聽證，並由總統正式任命。匈牙利的主要政黨為右翼的青年民主主义者联盟（简稱青民盟），極右派的更好的匈牙利運動，中間偏左的匈牙利社會黨，另有其他大小政黨數百個。自2010年以来，青民盟一直控制国会三分之二的席次。2018年4月8日的國會大選中，青民盟和基督教民主人民黨（基民黨，KDNP）組成的競選聯盟的得票率為48.86%，估計可以在國會199個議席中獲得133席；得票率第二高的「更好的匈牙利運動」，預計將獲得26席。
匈牙利於1989年恢復民主政治後，国民议会採取一院制，大選每4年举行。国会負責起草和通過法律，是國家最高權力機構。選舉實行單一選區兩票制，2014年前國會386名議員中，單一選區佔176名，政黨比例代表則是「區域名單」52名及「全國名單」58名；值得注意的是不只單一選區，區域名單也採兩輪投票，但這是以投票率為基準，未達50%進入二輪，須達25%始可分配席次。而全國名單又稱「補償名單」，依各政黨單一選區與區域名單落選者的總票數分配，有利於補償小黨。另外特殊之處，即區域名單分配後剩下票數未足以產生議席者，只要超過當選票數三分之二即可再分配一席，差額票數從全國名單票數扣除。雖有補償效果，且政黨比例代表多於單一選區席次。2014年起施行的國會新選舉法，國會議席減半至199席，單一選區佔106席，區域與全國名單合併為「政黨名單」名單比例代表制佔93席，單一選區多於政黨比例代表席次。政黨須贏得5%以上的選票才能進入議會。
憲法法院由15人組成，由國會議員任命，可以裁決法案是否違憲。

## 地理

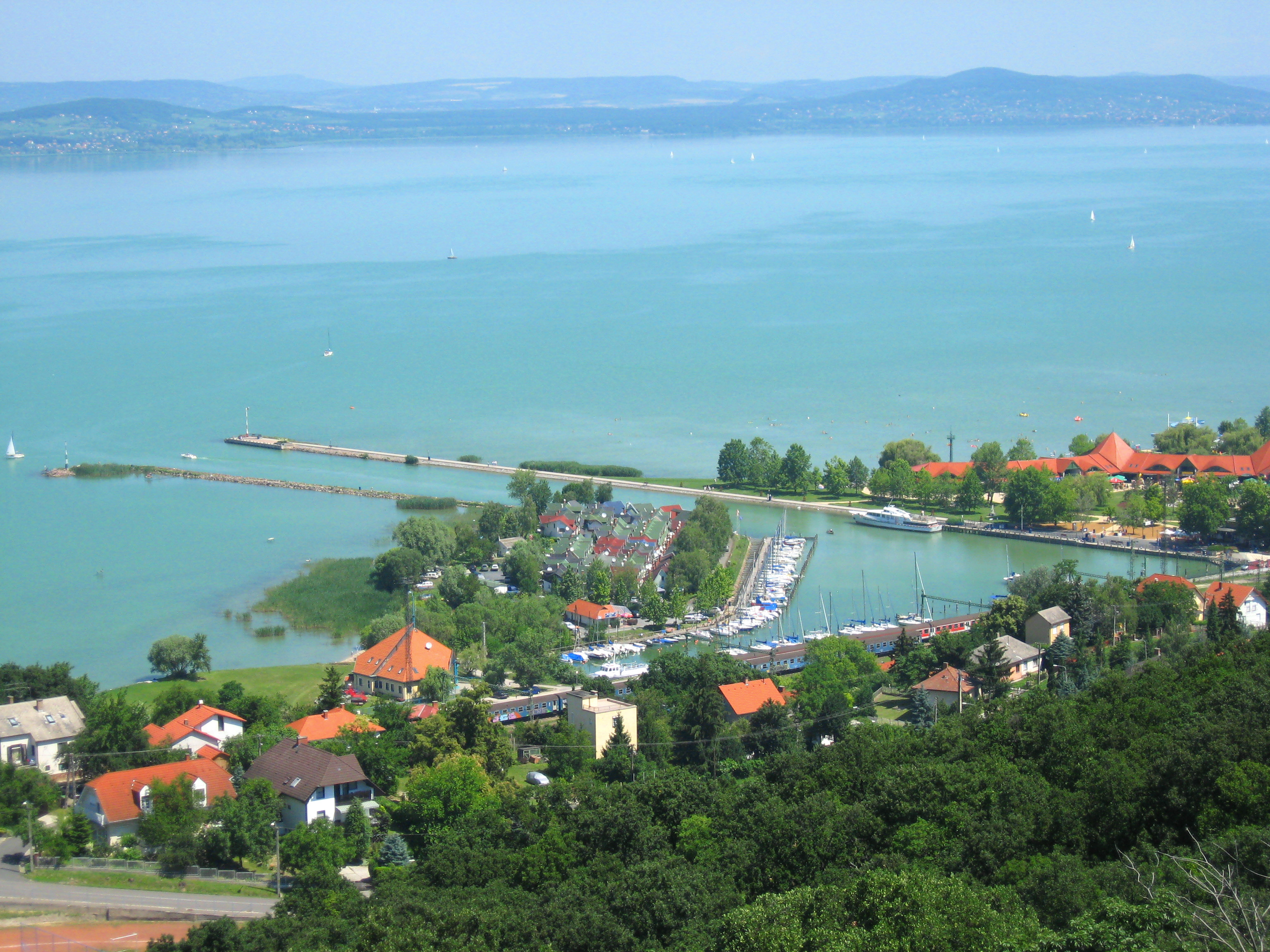
巴拉頓湖

匈牙利大部份為喀尔巴阡盆地的平原，北部同斯洛伐克交界處有丘陵和山地。多瑙河將國土分為兩部，其它河流有蒂薩河與德拉瓦河，西部巴拉頓湖是主要水體，也是歐洲最大的淡水湖。世界最大的溫泉湖—黑維茲湖也在匈牙利。
首都布達佩斯有多瑙河上的明珠之稱。

### 气候

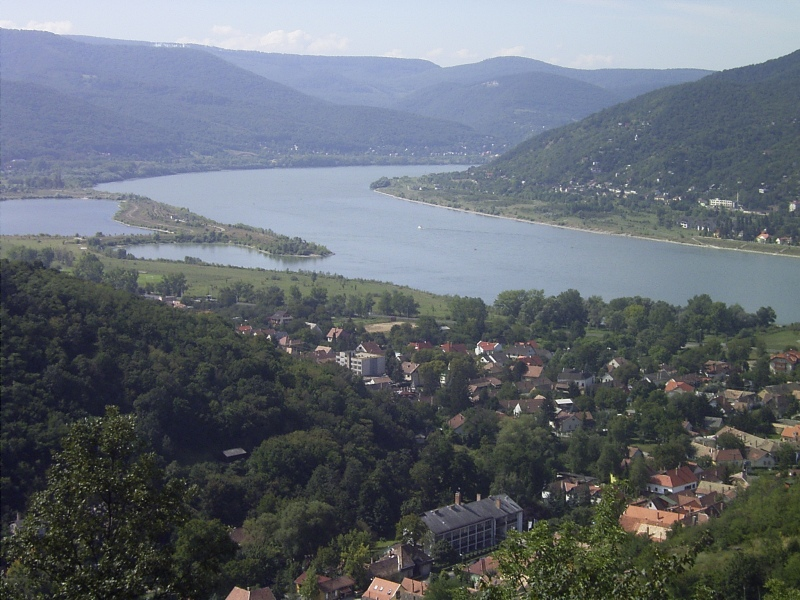
匈牙利境内的多瑙河

匈牙利地处北半球温带区内，是大陆性气候、温带海洋性气候和地中海气候的交汇点，其中受大陆性气候的影响较大，属温带大陆性气候。匈牙利气候变化较大，不同地区之间温差也较大，年平均气温10.8℃。夏天7月和8月的平均气温21.7℃。冬天也不很冷，1月和2月平均气温为-1.2℃。全年日照时间2038小时，南方日照时间较多。

## 行政区划

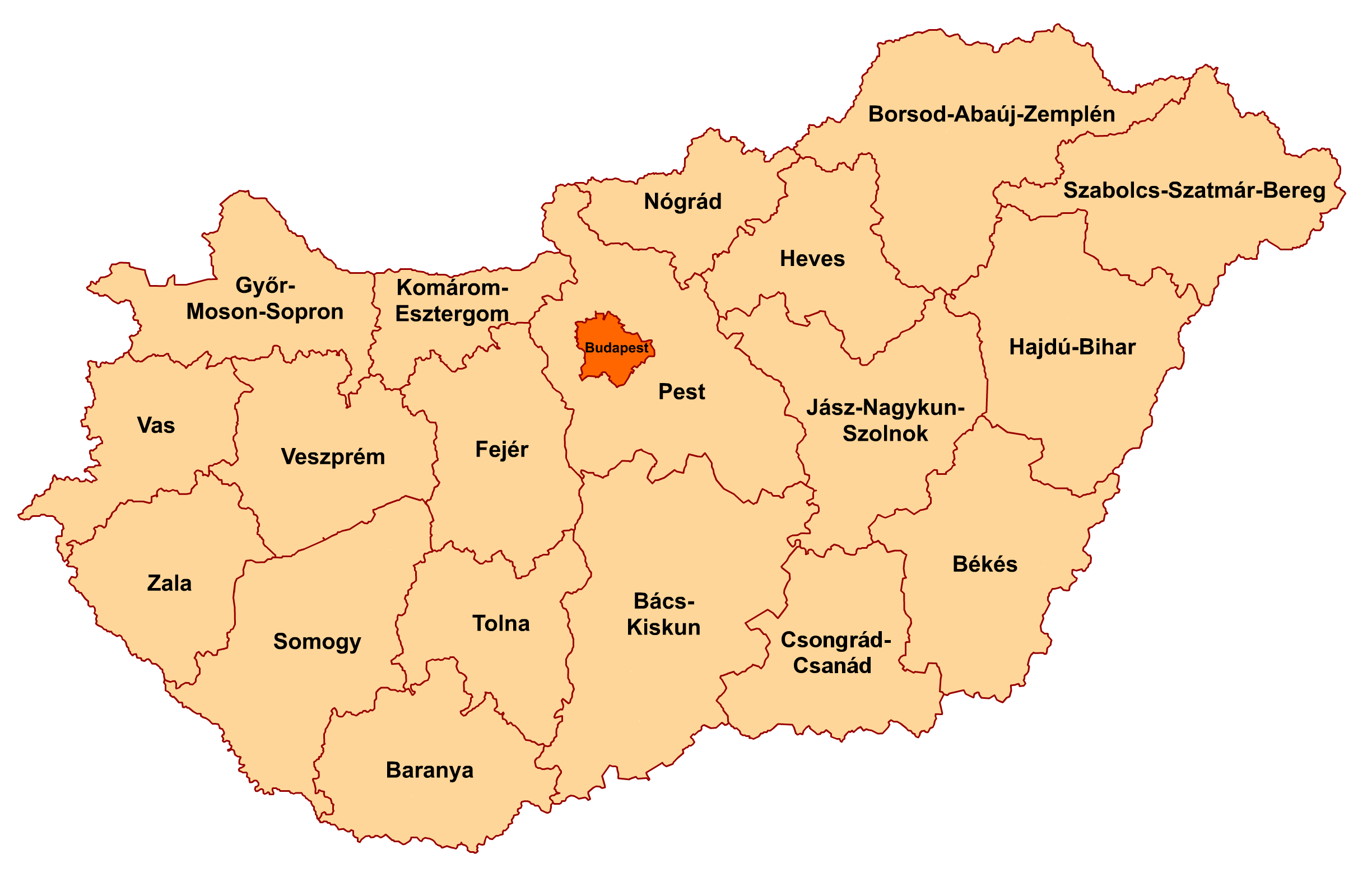
匈牙利的19个州及首都

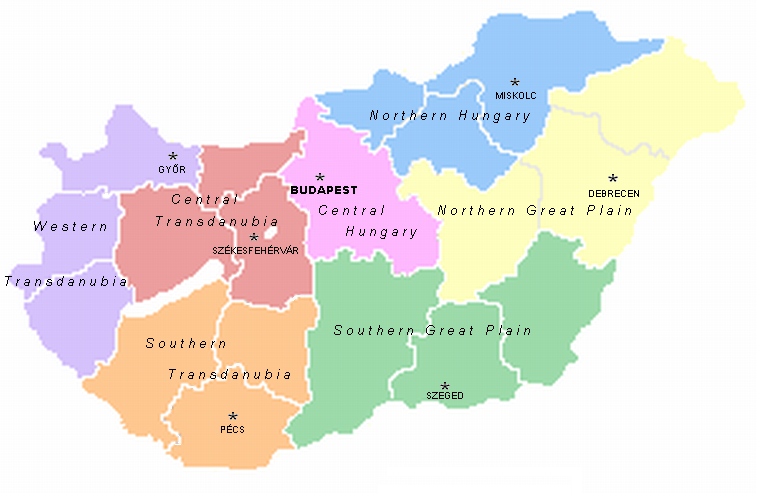
匈牙利的7个规划统计区及各中心城市

匈牙利是单一制国家，划分为19个州及首都布达佩斯。这些州及首都是地域統計單位命名法中的第三等级的单位。2013年初时这19个州进一步划分为174个区。这些区份再进一步划分为城市城镇及村庄，其中23个城市享有州级行政权（或称为州级市）。州级市的地方政府具有更广泛的权力，但是在行政区划上州级市属于其所在的区份，而不是单独的领土单位。州级、区级及市镇级地方政府具有不同的角色和分开的责任。州的角色基本上是行政管理上的，关注点是战略发展。而学前教育、供水、垃圾回收、养老及紧急救援等服务则由市镇来管理。
自1996年起，为了统计及规划的目的19个州和首都布达佩斯组合为7个规划统计区。这七个统计规划区为地域統計單位命名法中的第二等级的单位。七个统计规划区分别为：中匈牙利、中外多瑙、西外多瑙、南外多瑙、北匈牙利、北大平原和南大平原。
下列表中的数据是2004年的。
| 州名                       | 首府         | 面積（km²） | 人口      | 人口密度 | 鎮/鄉 |
| -------------------------- | ------------ | ----------- | --------- | -------- | ----- |
| 巴奇-基什孔州              | 凱奇凱梅特   | 8,445       | 541,584   | 64       | 119   |
| 巴蘭尼亞州                 | 佩奇         | 4,430       | 402,260   | 91       | 301   |
| 貝凱什州                   | 貝凱什喬包   | 5,631       | 392,845   | 70       | 75    |
| 包爾紹德-奧包烏伊-曾普倫州 | 米什科爾茨   | 7,247       | 739,143   | 102      | 355   |
| 琼格拉德-乔纳德州          | 塞格德       | 4,263       | 425,785   | 100      | 60    |
| 費耶爾州                   | 塞克什白堡   | 4,359       | 428,579   | 98       | 108   |
| 傑爾-莫松-肖普朗州         | 傑爾         | 4,208       | 440,138   | 105      | 182   |
| 豪伊杜-比豪爾州            | 德布勒森     | 6,211       | 550,265   | 89       | 82    |
| 赫維什州                   | 埃格爾       | 3,637       | 323,769   | 89       | 119   |
| 加茲-納傑孔-索爾諾克州     | 索爾諾克     | 5,582       | 413,174   | 74       | 75    |
| 科馬羅姆-埃斯泰爾戈姆州    | 陶陶巴尼奧   | 2,265       | 315,886   | 139      | 76    |
| 諾格拉德州                 | 紹爾戈陶爾揚 | 2,546       | 218,128   | 86       | 129   |
| 佩斯州                     | 布達佩斯     | 6,393       | 1,124,395 | 176      | 186   |
| 紹莫吉州                   | 考波什堡     | 6,036       | 334,065   | 55       | 244   |
| 索博爾奇-索特馬爾-貝拉格州 | 尼賴吉哈佐   | 5,936       | 583,564   | 98       | 228   |
| 托爾瑙州                   | 塞克薩德     | 3,703       | 247,287   | 67       | 108   |
| 沃什州                     | 松博特海伊   | 3,336       | 266,342   | 80       | 216   |
| 維斯普雷姆州               | 維斯普雷姆   | 4,493       | 368,519   | 82       | 217   |
| 佐洛州                     | 佐洛埃格塞格 | 3,784       | 296,705   | 78       | 257   |

## 經濟

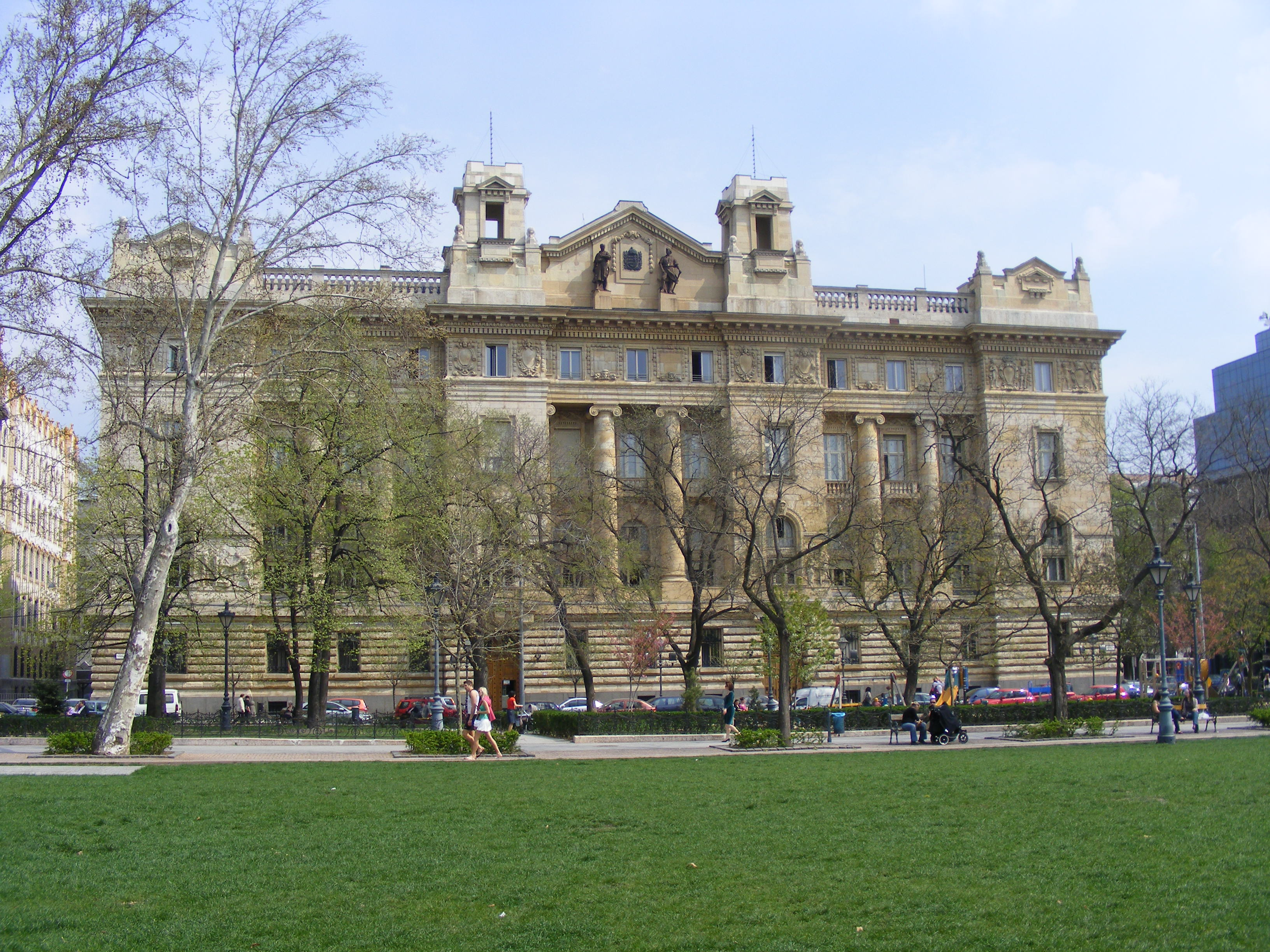
匈牙利国家银行

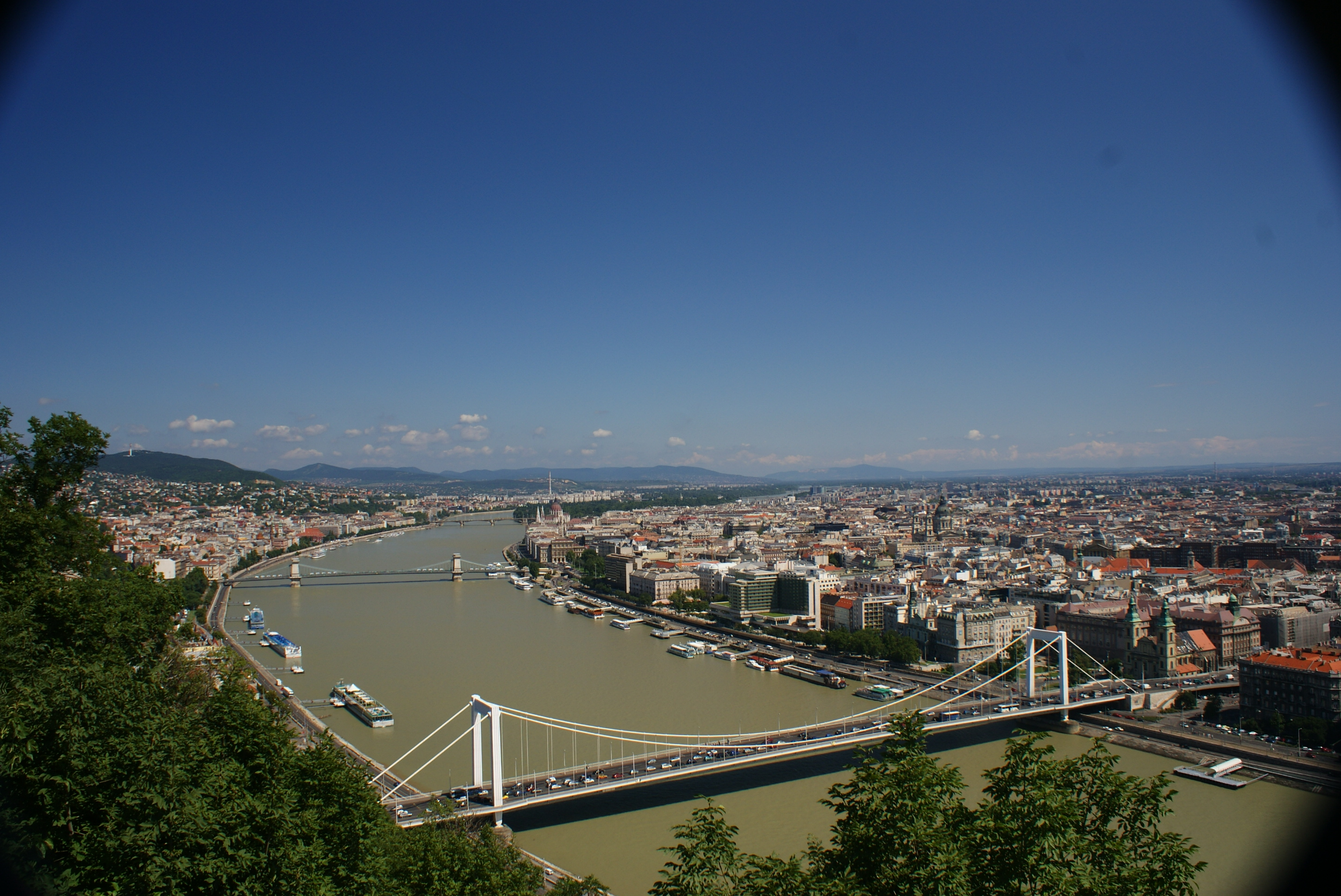
跨越多瑙河东西两岸的布达佩斯远瞰图

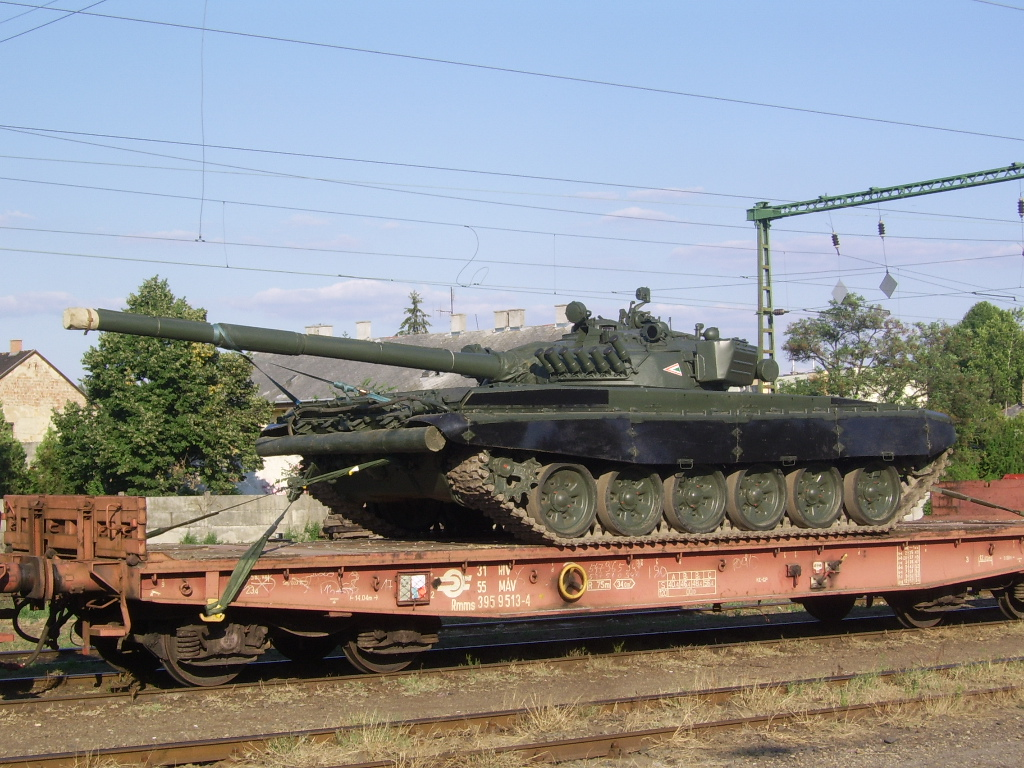
匈牙利T-72戰車

该国自然资源贫乏，主要矿产是铝土，蕴藏量居欧洲第三。全国2/3的地区有地热资源。农业占重要地位，主要产品有小麦，玉米，马铃薯和甜菜。工业以机械制造，精密仪器，食品加工和纺织为主，葡萄酒酿造非常出名。
自2004年5月1日成为歐盟新成員之一，匈牙利經濟增長繼續表現出強勁勢頭。目前私有企业已贡献占该国80%以上的GDP。
2007年以後，由於全球經濟危機影響，匈牙利經濟迅速衰退。據統計，匈牙利是本次全球經濟危機的重災國之一。
为了实现2022年加入欧元区的目标，该国需要进一步的经济改革以增强市场自由化程度。

## 人口
人口大约有973万，马扎尔族占94%，使用马扎尔語（即匈牙利语）。首都人口有175万。

## 宗教
匈牙利宗教（2022年人口普查）
根據2022年的人口普查中，匈牙利信仰基督教為主，基督徒佔全國總人口的42.5%，還有一些是穆斯林（0.1%）、猶太教徒（0.1%）與佛教徒（0.1%）。其餘無宗教信仰者佔16.1%，包括有無神論、不可知論等。
匈牙利基督徒大部分屬於天主教，佔全國總人口的29.2%，其中屬於拉丁禮教會的有27.5%，屬於匈牙利希臘禮天主教會有1.7%。此外新教的歸正宗（9.8%）和信義宗（1.8%）各有信徒。還有非常少數的東正教信徒、一位神論信徒、其他獨立教會信徒。

## 文化
匈牙利語屬於烏拉語系芬蘭-烏戈爾語族中的烏戈爾語支，在世界最常用語的排名是40名，在歐洲是第12名。
匈牙利教育體系分為三個等級：小孩到6歲時必須要上小學（分6、8、12年級的學校）。小學畢業後可選擇就讀語言中學（4年）、職業中學（4年）、職業學校（3年）、或專科補校（2年）。十八歲通過入學考試的學生可就讀大學（5-6年）或學院（3-4年）。

## 体育
足球是匈牙利的第一運動，匈牙利國家足球隊在1954年的四前鋒制曾風靡全球，且是兩次世界杯足球賽亞軍隊。
水球，現代五項，是匈牙利最著名的水中運動之一，在歷屆夏季奧林匹克運動會有不錯的奪牌成績。

## 媒体

人民自由报的标志

目前在匈牙利办报无须批准，到文教部登记即可。不少刊物有外国股份。2001年发行量较大的全国性报纸有7种，其它刊物87种。主要日报：《地铁报》、《今日一瞥》、《人民自由报》、《民族体育报》、《匈牙利民族报》、《快报》、《匈牙利新闻报》、《人民之声报》。国营的匈牙利通讯社为1880年成立。主要广播电台：科苏特广播电台（1949年成立）和裴多菲广播电台，均为国营电台。此外还有鲍尔多克广播电台和道努比乌斯广播电台。主要电视台有国营的匈牙利电视台（1958年成立）和私营的多瑙河电视台。

## 交通

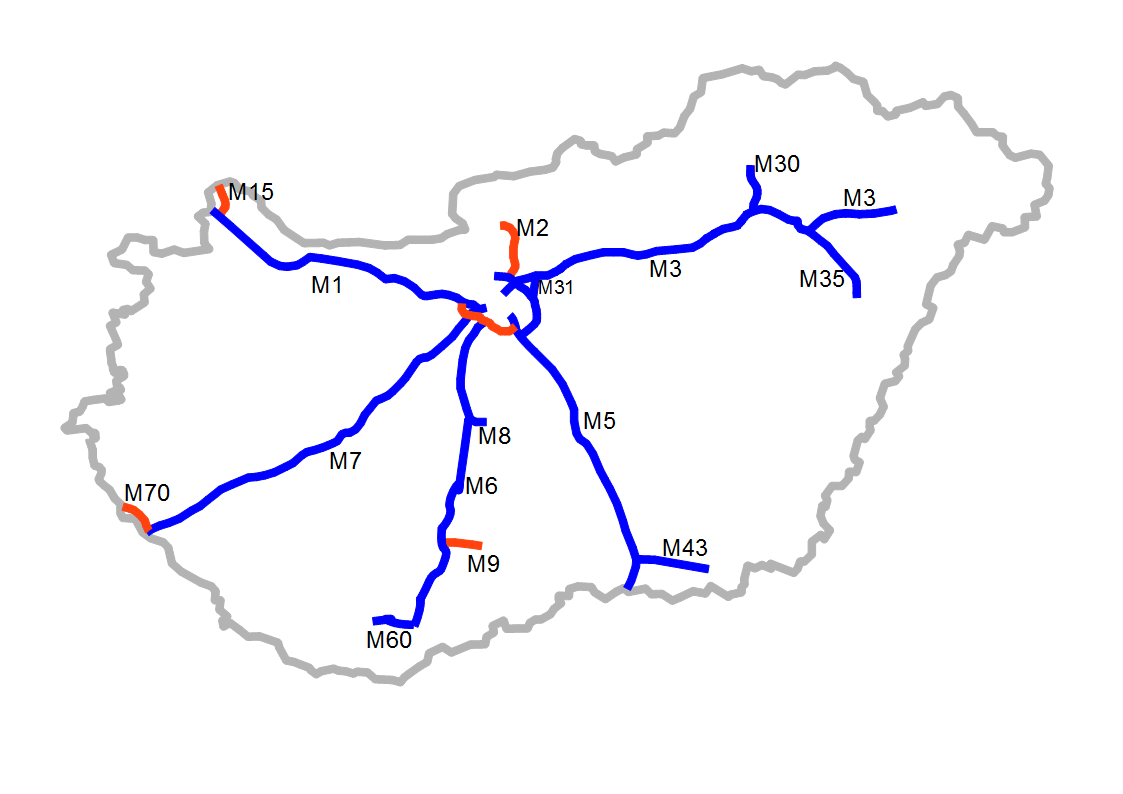
高速公路网

该国有发达的公路，铁路，空运和水路体系。首都布达佩斯是全国交通的枢纽核心。全国有铁路7685公里，公路3万零808公里，其中高速公路总长度为1314公里。

## 外部連結
- 国会官网
- Chief of State and Cabinet Members
- 《世界概况》上有关Hungary的条目
- Hungary at UCB Libraries GovPubs
- 中的“匈牙利”
- 維基媒體的Hungary地圖集
- 维基导游上有關匈牙利的旅行指南
- Magyarorszag.hu
- Hungary Guide
- History of Hungary: Primary Documents （页面存档备份，存于）
- History of Hungary （页面存档备份，存于） from The Corvinus Library
- In The Land of Hagar: The Jews of Hungary （页面存档备份，存于） a virtual exhibition
- Translation of Hungarian literary works database
- Agricultural land use profile （页面存档备份，存于）
- 匈牙利概況 - 中國外交部網站
- HUNGARIAN Maps and Shields
- 中國國際廣播電台匈牙利語廣播網 （页面存档备份，存于）
- 匈牙利歷史
- 匈牙利語華匈詞典